# Виндсор Хајтс (Западна Вирџинија)
Виндсор Хајтс (енгл. Windsor Heights) град је у америчкој савезној држави Западна Вирџинија.

## Демографија
По попису из 2010. године број становника је 423, што је 8 (-1,9%) становника мање него 2000. године.
| Група             | 2000.       | 2010.       |
| Белци             | 427 (99,1%) | 421 (99,5%) |
| Афроамериканци    | 0 (0,0%)    | 2 (0,5%)    |
| Азијати           | 0 (0,0%)    | 0 (0,0%)    |
| Хиспаноамериканци | 0 (0,0%)    | 0 (0,0%)    |
| Укупно            | 431         | 423         |